# Apostelkirche (Gütersloh)

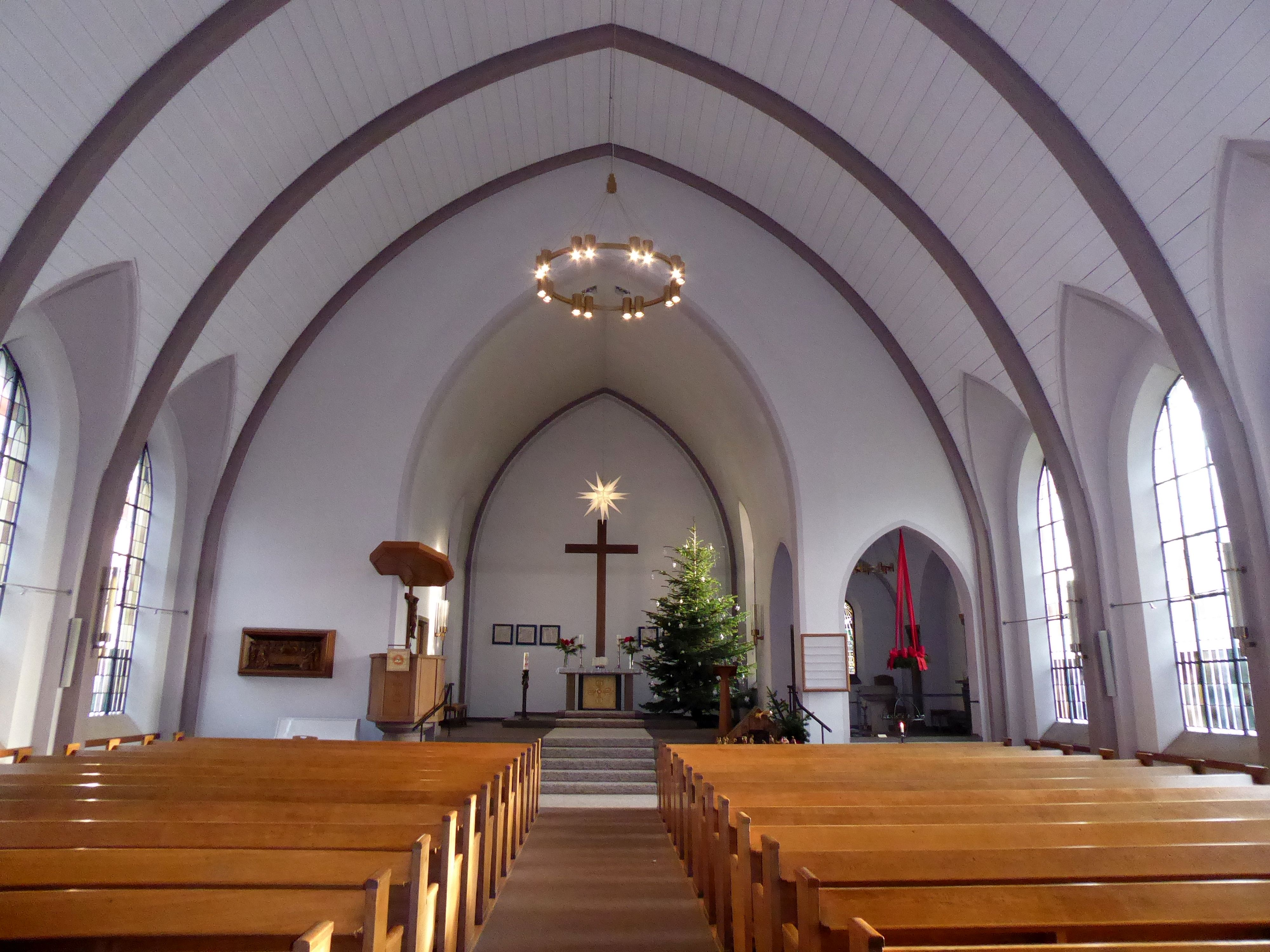
Innenraum der Apostelkirche

Die Apostelkirche ist der älteste Kirchenbau in der Kreisstadt Gütersloh in Nordrhein-Westfalen. Die Kirche wurde 1984 unter Denkmalschutz gestellt und trägt auf der Liste der Baudenkmäler in Gütersloh die Denkmalnummer A 001.

## Geschichte

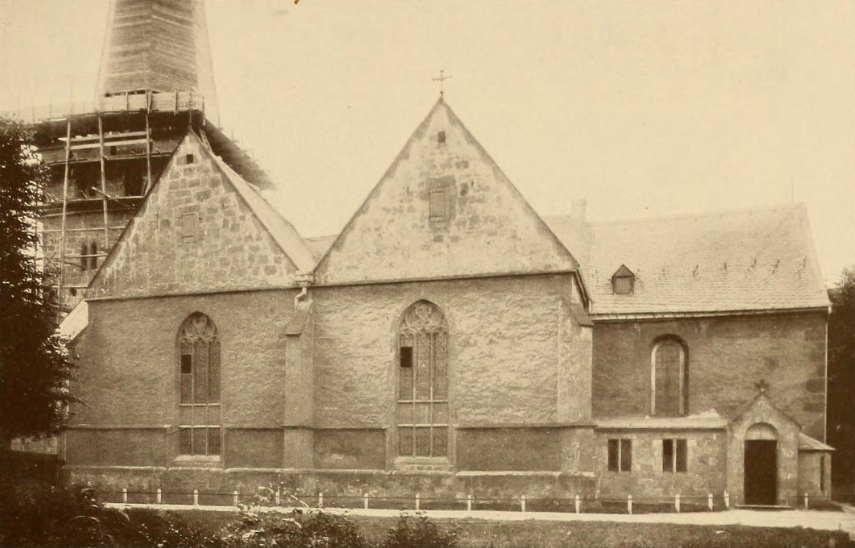
Ansicht der alten Kirche 1899

Die Kirche markiert den Mittelpunkt des einstigen Kirchdorfes, das die Keimzelle der späteren Stadt Gütersloh war. Bereits um 800 könnte an dieser Stelle eine Holzkapelle gestanden haben. Die erste Steinkirche stammt von 1201. Einige wenige Mauerreste sind noch im Turm der heutigen Kirche erhalten, der Rest brannte zu Beginn des 16. Jahrhunderts ab.
Die Besonderheit der Apostelkirche besteht in ihrer Nutzung als Simultankirche zwischen 1655 und 1890. Die Gläubigen des mehrheitlich protestantischen Kirchdorfes sowie der nördlichen und westlichen Bauerschaften, die alle zur Herrschaft Rheda gehörten, teilten sich die Kirche mit den katholischen Gläubigen, die aus dem zum Hochstift Osnabrück gehörenden südlichen und östlichen Bauerschaften stammten. Das Simultaneum endete erst mit der Einweihung der katholischen St.-Pankratius-Kirche unweit des Alten Kirchplatzes. Bis zu dieser Zeit trug die heutige Apostelkirche den Namen „St. Pankratius“, die Katholiken nahmen das Patrozinium also zu ihrem Neubau mit.
Die dreischiffige Hallenkirche wurde am Totensonntag 1944 durch Bomben bis auf den gotischen Turm weitgehend zerstört, wobei mehrere Bürger, die in ihr Schutz gesucht hatten, ums Leben kamen. Ein Gemälde Heinz Becks, das die Szenerie des zerstörten Kirchplatzes zeigt, ist in der Kirche zu sehen.
Die Grundsteinlegung für den heutigen Bau erfolgte 1951 nach Plänen von Werner March, der auch das Olympiastadion Berlin entworfen hatte. Östlich des alten Turmes entstand eine spitzbogig-tonnengewölbte Saalkirche mit ca. 400 Plätzen. Wiederverwendet wurden vier Ecksäulen mit spätromanischen Blattkapitellen aus dem zerstörten Chor. In der Turmhalle befindet sich ein Kronleuchter von 1743. An der Rückseite der Kirche erinnert eine 1955 geschaffene Plastik des Bildhauers Willy Meller, bekannt durch zahlreiche Werke im Dienste des Nationalsozialismus, an die Opfer des Zweiten Weltkriegs.
Zum 60. Jahrestag ihres Wiederaufbaus im Jahr 2012 erhielt die Apostelkirche u. a. einen neuen Innenanstrich und eine moderne Lichtanlage.

## Orgel
Die Orgel wurde 1954 von dem Orgelbauer Paul Ott aus Göttingen erbaut. Das Schleifladen-Instrument hat 26 Register auf zwei Manualen und Pedal. Die Spiel- und Registertrakturen sind mechanisch.
| I Hauptwerk C– |              |       |
| 1.             | Quintadena   | 16′   |
| 2.             | Principal    | 8′    |
| 3.             | Holzpfeife   | 8′    |
| 4.             | Oktave       | 4′    |
| 5.             | Rohrflöte    | 4′    |
| 6.             | Nasat        | 2 ⁄3′ |
| 7.             | Gemshorn     | 2′    |
| 8.             | Mixtur IV–VI |       |
| 9.             | Trompete     | 8′    |

| II Brustwerk C– |               |        |
| 10.             | Holzgedackt   | 8′     |
| 11.             | Blockflöte    | 4′     |
| 12.             | Principal     | 2′     |
| 13.             | Terz          | 1 3⁄5′ |
| 14.             | Quinte        | 1 ⁄3′  |
| 15.             | Oktave        | 1′     |
| 16.             | Zimbel III–IV |        |
| 17.             | Vox humana    | 8′     |

| Pedal C– |                 |     |
| 18.      | Subbass         | 16′ |
| 19.      | Praestant       | 8′  |
| 20.      | Pommer          | 8′  |
| 21.      | Oktave          | 4′  |
| 22.      | Holzpfeife      | 4′  |
| 23.      | Nachthorn       | 2′  |
| 24.      | Rauschpfeife IV |     |
| 25.      | Fagott          | 16′ |
| 26.      | Trompete        | 4′  |

- Koppeln: II/I, I/P, II/P

## Geläut
Die älteste der fünf Glocken, „Pancratius“ genannt, stammt aus dem Jahr 1640. Die anderen vier stiftete 1956 der Unternehmer Fritz Husemann. An der Frontseite des Turms befindet sich außerdem ein Turmhäubchen, in der früher eine Bet-, später eine Uhrenglocke hing, die auch als Feuerglocke verwendet werden konnte.

## Persönlichkeiten
- Johann Heinrich Volkening war 1827–1838 Pfarrer an der Apostelkirche.
- Friedrich Eickhoff (1807–1886), ab 1829 Lehrer und Rektor in Gütersloh, war zugleich Organist an der Apostelkirche.